# Ingar Nielsen
Ingar H. Nielsen (Oslo, 29 agosto 1885 – Oslo, 21 gennaio 1963) è stato un velista norvegese, vincitore della medaglia d'oro nella classe 10 metri (regole 1907) a Anversa 1920 a bordo dell'imbarcazione Eleda e nella classe 8 metri a bordo di Bera.

## Palmarès
- Giochi olimpici

Anversa 1920: oro nella classe 10 metri (regole 1907).
Parigi 1924: oro nella classe 8 metri.